# Wiesława Ferenc
Wiesława Anna Ferenc – polska chemik, doktor habilitowany nauk chemicznych.

## Życiorys
W 1977 r. ukończyła studia chemiczne na Uniwersytecie Marii Curie-Skłodowskiej w Lublinie, w 1983 r. obroniła pracę doktorską, w 1992 r. habilitowała się na podstawie pracy zatytułowanej Wpływ połóżenia podstawnika na właściwości kompleksów pierwiastków ziem rzadkich z kwasami nitrobenzoesowymi.
Pracowała na stanowisku profesora nadzwyczajnego w Zakładzie Chemii Ogólnej i Koordynacyjnej na Wydziale Chemii Uniwersytetu Marii Curie-Skłodowskiej w Lublinie, oraz jest zastępcą członka zarządu Polskiego Towarzystwa Kalorymetrii i Analizy Termicznej im. Wojciecha Świętosławskiego.
Była członkiem zarządu Polskiego Towarzystwa Chemicznego.